# Behaviorisme
 Ikke at forveksle med Behavioralisme.
Behaviorisme er en retning indenfor psykologi, der tager afsæt i studier af direkte observerbar adfærd. Den oprindelige behaviorisme tillægger ikke mentale tilstande nogen betydning, modsat fx moderne kognitionspsykologi. Psyken betragtes som en "black box"; man kan studere input (sanseindtryk) og efterfølgende output (adfærd), men ikke de mentale processer der foregår mellem de to. Retningen er i det store og hele uddød, omend dele af dens forskningsresultater er indoptaget som almen viden indenfor andre psykologiske retninger.
Behaviorismen blev grundlagt af John Watson i 1913. Han mente, at hvis psykologien skulle være videnskabelig, så måtte den holde sig til at beskrive organismers adfærd (dvs. faktiske bevægelser af kroppen) og ignorere de subjektive tilstande, som fænomenologerne interesserede sig for.
En tidlig variant opstod med Pavlovs forsøg med hunde, der påviste eksistensen af betingede reflekser. Inden for læring beskæftiger behaviorismen sig med at selektere for og imod aktiv adfærd, hvad B.F. Skinner (fadderen til den senere "radikale behaviorisme") kaldte for operant betingning.

Den klassiske betingning
Ivan Pavlovs eksperiment med hunde
Den klassiske betingning er inspireret af den russiske fysiolog, Ivan Pavlov (1849-1936), som i 1890'erne udførte berømte eksperimenter om hundes fordøjelsesprocesser. I løbet af disse eksperimenter opdagede han, at hundene ikke blot savlede, når de lugtede og så mad, men at de lige så langsomt også begyndte at savle, når de udelukkende så hundeskålen. Dette var starten på det, som han senere skulle kalde 'betinget reaktion', der kan beskrives som en indlært reaktion (f.eks. at savle blot ved synet af hundeskålen). Som modsætning hertil er 'ubetinget reaktion', der kan beskrives som en naturlig reaktion - f.eks. når hunden savler ved synet eller lugten af mad.
Senere blev dette eksperiment udviklet, således at Pavlov lod en klokke ringe flere gange, før maden blev serveret. Herefter kunne Pavlov observere, at hunden begyndte at savle blot ved lyden af klokken. Dermed var en betinget reaktion opstået, da hunden havde lært at forbinde lyden af klokken med mad.
John Watsons behaviorisme
John Watson (1878-1958) betragtes som grundlæggeren af behaviorismen. Startskuddet lød i 1913. Baggrunden for behaviorismens opståen var især et opgør med psykoanalysen, som herskede stort i den videnskabelige psykologi på dette tidspunkt. Watson ønskede at skabe en psykologi, som besad en større grad af objektivitet og videnskabelighed, end han mente psykoanalysen repræsenterede. Psykologien skulle kun fokusere på den observerbare og iagttagelige adfærd, mente han. Alt andet var pseudovidenskabeligt og derfor irrelevant for en videnskabelig psykologi.
Watson blev stærkt inspireret af Pavlovs hundeforsøg, og med baggrund i dette skabte han 'den klassiske betingning'. Den klassiske betingning kan beskrives på følgende måde: Stimuli (S) skaber en bestemt reaktion (R) (S → R). Man kan derfor sige, at den, som indlærer, ikke er aktiv i denne proces.
For at undersøge den klassiske betingning og hvilken adfærd der er medfødt, og hvilken der er indlært, udførte Watson eksperimentet med det lille barn, Albert, og en hvid rotte ('Albert og den hvide rotte'). Med dette eksperiment ville han vise, at frygten for rotter ikke er naturligt medfødt (altså ubetinget reaktion), men derimod indlært (betinget reaktion). Han ville betinge en frygt hos Albert for den hvide rotte. Han gjorde dette ved, at han lavede en ubehagelig metallisk lyd, hver gang han fremviste den hvide rotte for Albert gentagne gange. Han kunne herefter vise, at Albert udviklede en frygt for rotten efterfølgende, da han begyndte at græde kraftigt, når han var sammen med rotten. Denne reaktion var der ikke naturligt før, da Albert ikke havde nogle problemer med at være sammen med rotten. Albert begyndte også efter dette at udvise frygt over for genstande, som blot lignede den hvide rotte.
Den operante betingning
B. F. Skinner
En senere markant skikkelse i behaviorismen er B. F. Skinner (1904-1990). Skinner stod bag den operante betingning. Den operante betingning kan beskrives som modsat af den klassiske betingning, forstået på den måde, at i den operante betingning er den, som indlærer, aktiv. Dermed ser den operante betingning ud på følgende måde: Reaktion skaber stimulien (R → S).
Skinner foretog undersøgelser med udgangspunkt i den såkaldte Skinnerboks for at undersøge den operante betingning nærmere. Skinnerboksen kan beskrives som et bur med en foderpedal, som en rotte så kan trykke på for på den måde at opnå en belønning i form af mad. Med dette fandt Skinner ud af, at rotten indlærte en adfærd på baggrund af, at adfærden medfødte en belønning - altså den operante betingning.
Skinner mente, at positiv forstærkning (dvs. belønning) og negativ forstærkning (dvs. at undgå at opnå noget negativt (f.eks. bøde)) af adfærd var langt mere effektive metoder til at forstærke en ønsket adfærd end straf.